# Heteropoda aemulans
Heteropoda aemulans là một loài nhện trong họ Sparassidae.
Loài này thuộc chi Heteropoda. Heteropoda aemulans được miêu tả năm 2009 bởi Bayer & Peter Jäger.